# Alicja Sakaguchi

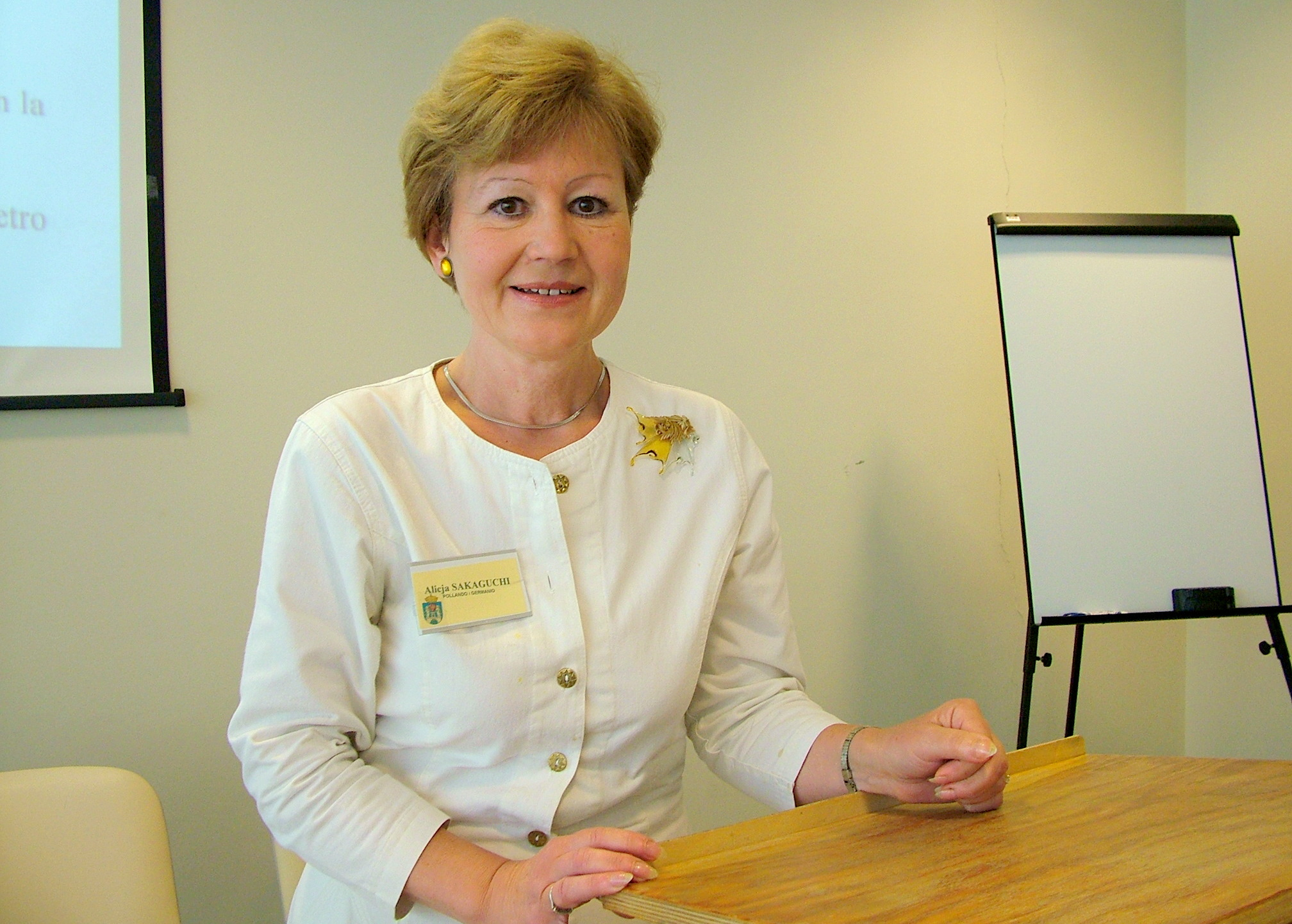
Alicja Sakaguchi auf einem Symposium an der UAM Posen (2008)

Alicja Maria Sakaguchi, geb. Michewicz (* 24. März 1954 in Szczecin/Stettin) ist eine deutsch-polnische Sprachwissenschaftlerin und Esperantistin, die in Bayern lebt. Sie ist Professorin für Allgemeine Linguistik an der Adam-Mickiewicz-Universität Posen.

## Leben
1973 erlangte sie am Maria-Skłodowska-Curie-Gymnasium Nr. 1 in Szczecin die Hochschulreife und begann ihr Studium der Hungaristik und Esperantologie an der Eötvös-Loránd-Universität in Budapest, wo sie 1979 den Magister Artium erlangte. 1981 verteidigte sie dort ihre Doktorarbeit, die sie unter der Leitung von István Szerdahelyi auf Ungarisch verfasste. Das Thema der Doktorarbeit lautete „Modellierung des sprachlichen Materials im Fremdsprachenunterricht und in der Interlinguistik“. Seit 1980 hat sie ihren ständigen Wohnsitz in Deutschland. Bis 1986 lebte sie in Paderborn, seit 1986 in Mömbris (Bayern). Von 1981 bis 1985 war sie Lehrbeauftragte in Paderborn, von 1986 bis 1998 in Frankfurt. 1998 setzte sie ihre Forschungs- und Lehrtätigkeit am Institut für Germanistik an der Universität Stettin im Rahmen des europäischen Programms TEMPUS fort.
Die Habilitation erfolgte 1999 mit einem Standardwerk zur Interlinguistik. 2001 bis 2002 war sie Adjunkt an der Neuphilologischen Fakultät der Adam-Mickiewicz-Universität Posen (UAM), seit 2003 ist sie dort Professorin und unterrichtet Interlinguistik, Esperanto, Deutsch und Interkulturelle Kommunikation. Im Jahr 2010 war sie als Dozentin am Institut für Germanistik der Technischen Universität Darmstadt tätig.
Im Juli 2013 verlieh ihr der polnische Präsident den Titel des ordentlichen Professors.
Sie hielt Gastvorträge unter anderem in Österreich, Belgien, den Niederlanden, Deutschland, Japan, Indien und den USA.
Sakaguchi ist mit dem Japaner Takashi Sakaguchi verheiratet und hat zwei Söhne.

## Forschungsgebiete
Allgemeine und angewandte Linguistik, Fachsprachen, insbesondere prophetische Offenbarungssprache, Mystik, Phänomenologie, Esperantologie und Interlinguistik.
1994 bekam sie eine Studienförderung der Stiftung Deutsche Forschungsgemeinschaft für die Herausgabe der Arbeit des dänischen Linguisten Rasmus Kristian Rask (aus dem Jahre 1823) betreffend internationale Sprache „Linguaż universale“.

## Werke (Auswahl)
- Rasmus Kristian Rask: Traktatu d’ un Linguaż universale (Abhandlung über eine allgemeine Sprache/Traktato pri generala lingvo). Teil II aus der Handschrift "Optegnelser til en Pasigraphie" (1823). Aus dem Nachlass herausgegeben und kommentiert von Alicja Sakaguchi. Frankfurt/M., Berlin, Bern u. a.: Lang, 1996.
- Interlinguistik: Gegenstand, Ziele, Aufgaben, Methoden, Frankfurt am Main: Lang, 1998 (Duisburger Arbeiten zur Sprach- und Kulturwissenschaft 36).
- Einige Bemerkungen zur dreisprachigen Erziehung (Polnisch-Esperanto-Deutsch) meiner Kinder. In: Leslaw Cirko / Martin Grimberg (Hrsg.): Phänomene im semantisch-syntaktischen Grenzbereich. Materialien der internationalen Linguistenkonferenz Karpacz 27.9.-29. September 2004. (Beihefte zu Orbis Linguarum 47). Dresden, Wrocław: Neisse Verlag, 2006, S. 133–145.
- Sprechakte der mystischen Erfahrung. Eine komparative Studie zum sprachlichen Ausdruck von Offenbarung und Prophetie. Freiburg, München: Karl Alber, 2015.
- Präsuppositionen zwischen Fiktion und Realität. Eine ganzheitliche Typologie. Berlin: Frank & Timme, 2024.